# 伊卜拉欣汗
伊卜拉欣汗（I. İbrahim Han，？—1062年），东喀喇汗第三任可汗，优素福·卡迪尔汗的孙子，穆罕默德·博格达汗之子。1057年，伊卜拉欣发动宫廷政变，杀害穆罕默德·博格达汗的长子侯赛音，1062年，伊卜拉欣阵亡。他的叔父马赫穆德被他大伯父苏莱曼·卡迪尔汗的儿子哈桑·桃花石·博格达汗拥立为可汗。
| 前任： 穆罕默德·博格达汗 | 东喀喇汗可汗 1057年—1062年 | 繼任： 马赫穆德 |